# 鄧曉炯
鄧曉炯（1973年—），筆名李爾，澳門作家，同時擔任澳門筆會副理事長。其形容自己的創作主題和文風「古靈精怪」，喜歡創作風格離奇的故事。

## 簡歷
鄧曉炯1973年出生於上海，籍貫廣東順德，小時候受其胞姊影響而養成閱讀習慣。在成長過程中，其先後隨父母輾轉求學於南昌、廣州等地，後來移居澳門，大學時又前往英國倫敦南岸大學攻讀工商管理學士學位。
1998年大學畢業後再度返回澳門，並正式開始其文學創作生涯，期間亦曾於澳門文化局任職首席高級技術員。
2003年，完成短篇小說《轉運》並榮獲第五屆澳門文學獎小說組冠軍，故事以澳門博彩業為題材，講述一名賭場神秘男子以及專欄作家麥田之間千絲萬縷的關係。
2005年創作《刺客》，再度獲得澳門文學獎小說組冠軍，内容以澳門的真實歷史事件為藍本，以多次切換敘述角度的方式講述澳門總督亞馬留被刺殺的事件，該小說更被翻譯成英語、葡語和簡體中文等不同語言文字版本。
2008年創作《迷魂》，並獲得首屆澳門中篇小說獎，内容同樣涉及澳門歷史事件，講述編輯麥奇靈魂穿越到1622年的葡荷澳門戰役，並試圖理清戰爭的真相。在創作期間，其更經常到訪小說描述的現實場景（如華士古達嘉馬花園、東望洋燈塔等地）激發靈感。
2009年取得澳門大學中國文學碩士學位。
2013年創作《浮城》，故事中澳門被設定成一座繁榮華麗的賭城，主角安東意外得到巨額獎金而到訪該地，並偶遇一名外國記者後，卻意外發現原來真正的澳門已成廢墟，而這座賭城只是資本集團用人工堆砌而成的飄浮島嶼。
除了寫小說，其亦嘗試涉獵其他範疇的文學，包括舞臺劇劇本的創作，因此誕生了諸如《魔法寶石》、《石獅子》、《反斗西遊記》等兒童劇劇本、《戀愛巷的故事》等廣播劇劇本，以及《異色童話》、《亂世童話》等音樂劇劇本。
2021年創作中篇小說《迷城咒》，獲得第十三屆澳門文學獎中篇小說優秀獎，其以鴉片戰爭為背景，講述圍繞着林則徐、澳葡理事官、土生葡人三者在澳門牽涉的一宗暗殺陰謀。
2023年創作科幻小說《最後一個人類的回憶錄》，講述人類文明已滅亡的時代，地球被新主宰者管治，主宰者們希望找到倖存的最後一個人類，探究人類滅亡的原因為何，以作前車之鑒。該故事更被曉角話劇研進社改編為同名舞臺劇。

## 作品

### 小說
| 小說                     | 年份   | 收錄於                        | ISBN                   |
| 《轉運》                 | 2003年 | 《浮城》 北京：作家出版社     | ISBN 978-750-63-7270-1 |
| 《刺客》                 | 2005年 | 《浮城》 北京：作家出版社     | ISBN 978-750-63-7270-1 |
| 《迷魂》                 | 2008年 | 《浮城》 北京：作家出版社     | ISBN 978-750-63-7270-1 |
| 《浮城》                 | 2013年 | 《浮城》 北京：作家出版社     | ISBN 978-750-63-7270-1 |
| 《迷城咒》               | 2021年 | 《迷城咒》 澳門：澳門出版協會 | ISBN 978-999-65-5524-4 |
| 《傳說》                 | 2021年 |                               |                        |
| 《最後一個人類的回憶錄》 | 2023年 |                               |                        |

### 劇本
- 《魔法寶石》
- 《反斗西遊記》
- 澳門民間傳說系列
  - 《石獅子》
  - 《靈猴傳奇》
  - 《女帝奇英傳》
- 《聊齋—幻·夢》（歌仔戲）
- 《異色童話》
- 《亂世童話》

### 評論集
- 《有感爾發》

## 外部連結
- 鄧曉炯 （页面存档备份，存于）在雋文不朽上的頁面
- 鄧曉炯 （页面存档备份，存于）在澳門筆會上的頁面
- 鄧曉炯 （页面存档备份，存于）在澳門虛擬圖書館上的頁面
- 鄧曉炯 （页面存档备份，存于）在作家出版社上的頁面
- 鄧曉炯 （页面存档备份，存于）在Macau Closer magazine上的頁面